# .post
.post è un dominio di primo livello generico.
È gestito dall'Unione postale universale.